# 2024年夏季奥林匹克运动会射箭比赛
2024年夏季奥林匹克运动会射箭比赛，是2024年夏季奥林匹克运动会的其中一个比赛大项，于2024年7月25日至8月4日在法国巴黎荣军院进行。比赛共分为五个小项，包括两个男子小项、两个女子小项和一个混合小项，设项与上届比赛相比没有变化。

## 参赛资格
世界射箭计划在该届奥运射箭大项上分配128个名额（男女各64个），与过往七届奥运均持平（不考虑难民运动员获特别邀请的情况）。在某一性别上获得团体小项参赛名额的代表团，可在对应性别个人小项获得3个参赛名额，否则只能在该性别上获得最多1个参赛名额。每个代表团最多可以派出3名男选手和3名女选手参赛。
入选代表团的运动员必须符合奥林匹克宪章，同时在指定时间内（2023年世界射箭锦标赛首个比赛日至2024年6月28日）进行的世界射箭认可赛事中达到最低参赛资格分数（Minimum Qualification Standards），其中男子的最低参赛资格分数为70公尺640分，女子的则为70公尺610分。
混合团体小项不单独分配参赛席位，而是根据排名赛各代表团成绩最好的男选手和成绩最好的女选手之和来决定参赛代表团，前16名的代表团可获得该小项淘汰赛的资格，每个代表团只能派出由队内1名男选手和1名女选手组成的1支队伍参加淘汰赛，参加淘汰赛的选手可以不是排名赛中队内成绩最好的男选手和女选手。
任何在最终资格赛前空出的席位按照同一赛事对应项目的名次进行递补（主办国席位除外），但只有对应赛事对应团体项目前四名队伍及个人项目前八名选手才有资格参与递补，否则空出席位分配至最终资格赛。任何在最终资格赛结束后空出的席位按照最终资格赛结束后的世界排名递补。若按照世界排名重新分配席位后依旧有空缺，则空出的席位变为外卡席位。
若国际奥委会特别邀请的难民选手当中有射箭选手，则该难民射箭选手不占用其所属性别其余的64个参赛名额，若难民选手放弃参赛，席位不会重新分配。
| 资格来源                                                          | 出線資格                   | 出線名額                         | 男子                                              | 男子                     | 女子                                                                                | 女子                              | 備註 |
| 资格来源                                                          | 出線資格                   | 出線名額                         | 個人名額                                          | 團體名額                 | 個人名額                                                                            | 團體名額                          | 備註 |
| ----------------------------------------------------------------- | -------------------------- | -------------------------------- | ------------------------------------------------- | ------------------------ | ----------------------------------------------------------------------------------- | --------------------------------- | --- |
| 主辦國 · 2017年9月13日 · 秘魯利马                                 | 不適用                     | 3個男子參賽名額 0個女子參賽名額  | 法国（3）                                         | 法国                     | —                                                                                   | —                                 | 主办国法国欲在某一性别上以主办国身份满额参赛，必须在2023年世界射箭锦标赛对应性别反曲弓项目上派出三名选手参赛，若只派出1至2人参赛，则该国在该性别上只能以主办国身份获得一个个人名额，若未派出任何选手参赛，则该国无法在该性别上获得主办国名额。 若主办国席位在最终资格赛前被空出，则空出席位分配至最终资格赛，若主办国席位在最终资格赛后被空出，则空出席位按世界排名重新分配。 |
| 2023年歐洲運動會 · 2023年6月21日至7月2日 · 波蘭克拉科夫           | 个人项目前2名              | 2個男子參賽名額 1個女子參賽名額  | 德国（1） · 摩尔多瓦（1）                         | 不適用                   | 意大利（1）                                                                         | 不適用                            | 若法国已确保以主办国身份获得名额，且在任一项目上进入奥运资格入围名次，则相应席位会被空出。 若最初透过该赛事获得资格的代表团在2023年世界射箭锦标赛上对应性别个人或团体项目上进入奥运资格入围名次，则该代表团相应奥运资格会视作透过2023年世界锦标赛获得，欧洲运动会相应席位会被空出。                                                                                           |
| 2023年歐洲運動會 · 2023年6月21日至7月2日 · 波蘭克拉科夫           | 混合团体项目首名           | 1個男子參賽名額 1個女子參賽名額  | 西班牙（1）                                       | 不適用                   | 西班牙（1）                                                                         | 不適用                            | 若法国已确保以主办国身份获得名额，且在任一项目上进入奥运资格入围名次，则相应席位会被空出。 若最初透过该赛事获得资格的代表团在2023年世界射箭锦标赛上对应性别个人或团体项目上进入奥运资格入围名次，则该代表团相应奥运资格会视作透过2023年世界锦标赛获得，欧洲运动会相应席位会被空出。                                                                                           |
| 2023年世界射箭锦标赛 · 2023年7月31日至8月6日 · 德国柏林           | 男子/女子团体项目前3名     | 9個男子參賽名額 9個女子參賽名額  | 韩国（3） · 土耳其（3） · 日本（3）               | 韩国 · 土耳其 · 日本     | 德国（3） · 法国（3） · 墨西哥（3）                                                 | 德国 · 法国 · 墨西哥              | 若法国在任一项目上进入奥运资格入围名次，则相应席位会被空出。 |
| 2023年世界射箭锦标赛 · 2023年7月31日至8月6日 · 德国柏林           | 个人项目前3名              | 3個男子參賽名額 2個女子參賽名額  | 加拿大（1） · 巴西（1） · 印度尼西亚（1）         | 不適用                   | 捷克（1） · 日本（1）                                                               | 不適用                            | 若法国在任一项目上进入奥运资格入围名次，则相应席位会被空出。 |
| 2022年亞洲運動會 · 2023年9月23日至10月8日 · 中国杭州              | 个人项目前2名              | 1個男子參賽名額 0個女子參賽名額  | 蒙古（1）                                         | 不適用                   | —                                                                                   | 不適用                            | 若进入奥运资格入围线的代表团先前已透过其他途径获得资格，则相应席位会被空出。 |
| 2022年亞洲運動會 · 2023年9月23日至10月8日 · 中国杭州              | 混合团体项目首名           | 0個男子參賽名額 0個女子參賽名額  | —                                                 | 不適用                   | —                                                                                   | 不適用                            | 若进入奥运资格入围线的代表团先前已透过其他途径获得资格，则相应席位会被空出。 |
| 2023年泛美運動會 · 2023年10月20日至11月5日 · 智利圣地亚哥         | 个人项目前2名              | 1個男子參賽名額 2個女子參賽名額  | 智利（1）                                         | 不適用                   | 巴西（1） · 哥伦比亚（1）                                                           | 不適用                            | 若进入奥运资格入围线的代表团先前已透过其他途径获得资格，则相应席位会被空出。 |
| 2023年泛美運動會 · 2023年10月20日至11月5日 · 智利圣地亚哥         | 混合团体项目首名           | 1個男子參賽名額 0個女子參賽名額  | 美国（1）                                         | 不適用                   | —                                                                                   | 不適用                            | 若进入奥运资格入围线的代表团先前已透过其他途径获得资格，则相应席位会被空出。 |
| 2023年亚洲射箭锦标赛 · 2023年11月4日至12日 · 泰國曼谷             | 男子/女子团体项目首名      | 3個男子參賽名額 3個女子參賽名額  | （3）                                             |                          | 韩国（3）                                                                           | 韩国                              | 若进入奥运资格入围线的代表团先前已透过其他途径获得资格，则相应席位会被空出。 |
| 2023年亚洲射箭锦标赛 · 2023年11月4日至12日 · 泰國曼谷             | 个人项目前2名              | 0個男子參賽名額 1個女子參賽名額  | —                                                 | 不適用                   | （1）                                                                               | 不適用                            | 若进入奥运资格入围线的代表团先前已透过其他途径获得资格，则相应席位会被空出。 |
| 2023年非洲射箭锦标赛 · 2023年11月6日至12日 · 突尼西亞纳布勒       | 个人项目前2名              | 2個男子參賽名額 2個女子參賽名額  | 埃及（1） · 南非（1）                             | 不適用                   | 埃及（1） · 突尼斯（1）                                                             | 不適用                            | 若进入奥运资格入围线的代表团先前已透过其他途径获得资格，则相应席位会被空出。 |
| 2023年非洲射箭锦标赛 · 2023年11月6日至12日 · 突尼西亞纳布勒       | 混合团体项目首名           | 1個男子參賽名額 0個女子參賽名額  | （1）                                             | 不適用                   | （1）                                                                               | 不適用                            | 若进入奥运资格入围线的代表团先前已透过其他途径获得资格，则相应席位会被空出。 |
| 2023年太平洋運動會 · 2023年11月19日至12月2日 · 所罗门群岛霍尼亚拉 | 混合团体项目首名           | 1個男子參賽名額 1個女子參賽名額  | （1）                                             | 不適用                   | （1）                                                                               | 不適用                            | 若进入奥运资格入围线的代表团先前已透过其他途径获得资格，则相应席位会被空出。 |
| 大洋洲区资格赛 · 2024年3月16日至17日 · 新西兰奥克兰               | 个人项目首名               | 0個男子參賽名額 0個女子參賽名額  | 新西兰（1） · （1）                               | 不適用                   | 新西兰（1） · 斐济（1）                                                             | 不適用                            | 若进入奥运资格入围线的代表团先前已透过其他途径获得资格，则相应席位会被空出。 |
| 2024年泛美射箭锦标赛 · 2024年4月8日至14日 · 哥伦比亚麦德林        | 男子/女子团体项目首名      | 3個男子參賽名額 3個女子參賽名額  | 哥伦比亚（3）                                     | 哥伦比亚                 | 美国（3）                                                                           | 美国                              | 若进入奥运资格入围线的代表团先前已透过其他途径获得资格，则相应席位会被空出。 |
| 2024年泛美射箭锦标赛 · 2024年4月8日至14日 · 哥伦比亚麦德林        | 个人项目前2名              | 2個男子參賽名額 2個女子參賽名額  | （1） · 阿根廷（1）                               | 不適用                   | 加拿大（1） · 波多黎各（1）                                                         | 不適用                            | 若进入奥运资格入围线的代表团先前已透过其他途径获得资格，则相应席位会被空出。 |
| 2024年欧洲射箭锦标赛 · 2024年5月3日至12日 · 德国莱茵-鲁尔         | 男子/女子团体项目首名      | 3個男子參賽名額 3個女子參賽名額  | 意大利（3）                                       | 意大利                   | 荷兰（3）                                                                           | 荷兰                              | 若进入奥运资格入围线的代表团先前已透过其他途径获得资格，则相应席位会被空出。 |
| 2024年欧洲射箭锦标赛 · 2024年5月3日至12日 · 德国莱茵-鲁尔         | 个人项目前3名              | 3個男子參賽名額 3個女子參賽名額  | 荷兰（1） · 斯洛文尼亚（1） · 乌克兰（1）         | 不適用                   | 奥地利（1） · 爱沙尼亚（1） · 土耳其（1）                                           | 不適用                            | 若进入奥运资格入围线的代表团先前已透过其他途径获得资格，则相应席位会被空出。 |
| 最终资格赛 · 2024年6月14日至17日 · 土耳其安塔利亚                 | 男子/女子团体项目最低前3名 | 9個男子參賽名額 12個女子參賽名額 | 墨西哥（3） · 中华台北（3） · 英国（3）           | 墨西哥 · 中华台北 · 英国 | 中国（3） · 马来西亚（3） · 英国（3） · 中华台北（3）                               | 中国 · 马来西亚 · 英国 · 中华台北 | 最终团体资格赛仅限在对应性别上未获团体席位的代表团参加。 最终个人资格赛仅限在对应性别上未获任何名额的代表团参加。 最终团体资格赛必然会在最终个人资格赛前进行。 |
| 最终资格赛 · 2024年6月14日至17日 · 土耳其安塔利亚                 | 个人项目最低前2名          | 5個男子參賽名額 6個女子參賽名額  | （1） · （1） · 古巴（1） · 越南（1） · 捷克（1） | 不適用                   | 伊朗（1） · 乌克兰（1） · 摩尔多瓦（1） · 斯洛伐克（1） · 波兰（1） · 阿塞拜疆（1） | 不適用                            | 最终团体资格赛仅限在对应性别上未获团体席位的代表团参加。 最终个人资格赛仅限在对应性别上未获任何名额的代表团参加。 最终团体资格赛必然会在最终个人资格赛前进行。 |
| 团体奥运排名 2024年6月24日                                        | 男子/女子团体项目前2名     | 6個男子參賽名額 6個女子參賽名額  | 印度（3） · 中国（3）                             | 印度 · 中国              | 印度（3） · 印度尼西亚（3）                                                         | 印度 · 印度尼西亚                 | 最终团体资格赛结束后，世界射箭会依据团体奥运排名将剩余未分配的团体席位分配给未在对应性别上获团体资格的代表团。 任何空出的席位将根据排名递补分配。 |
| 外卡                                                              | 不適用                     | 2個男子參賽名額 2個女子參賽名額  | 不丹（1） · 萨尔瓦多（1）                         | 不適用                   | 几内亚（1） · 圣马力诺（1）                                                         | 不適用                            | 各个有资格申请外卡的国家/地区奥委会需要於2024年1月15日或之前提交提名名單。 國際奧委會會於所有資格賽完結後確定外卡名額。 |
| 未使用名额重新分配 （个人世界排名）                               | 不適用                     | 3個男子參賽名額 5個女子參賽名額  | 以色列（1） · 卢森堡（1） · 芬兰（1）             | 不適用                   | 罗马尼亚（1） · 以色列（1） · 丹麦（1） · 斯洛文尼亚（1） · 越南（1）               | 不適用                            | |
| 总计                                                              |                            |                                  | 64                                                | 12                       | 64                                                                                  | 12                                | |

## 参赛代表团
以下是参加射箭项目的代表团名单：
- 阿根廷（1）
- （2）
- 奥地利（1）
- 阿塞拜疆（1）
- （1）
- 不丹（1）
- 巴西（2）
- 加拿大（2）
- （1）
- 智利（1）
- 中国（6）
- 哥伦比亚（4）
- 古巴（1）
- 捷克（2）
- 丹麦（1）
- 埃及（2）
- 萨尔瓦多（1）
- 西班牙（2）
- 爱沙尼亚（1）
- 芬兰（1）
- 法国（6）
- 英国（6）
- 德国（4）
- 几内亚（1）
- 印度尼西亚（4）
- 印度（6）
- 伊朗（1）
- 以色列（2）
- （1）
- 意大利（4）
- 日本（4）
- （3）
- 韩国（6）
- 卢森堡（1）
- 马来西亚（3）
- 摩尔多瓦（2）
- 墨西哥（6）
- 蒙古（1）
- 荷兰（4）
- 波兰（1）
- 波多黎各（1）
- 罗马尼亚（1）
- 南非（1）
- 斯洛文尼亚（2）
- 圣马力诺（1）
- 斯洛伐克（1）
- 中华台北（6）
- 突尼斯（1）
- 土耳其（4）
- 乌克兰（2）
- 美国（4）
- （2）
- 越南（2）

## 赛程
射箭项目排名赛在该届奥运开幕的一天前进行，以下是射箭项目的具体赛程安排：
| 日期    | 时间  | 项目                     |
| ------- | ----- | ------------------------ |
| 7月25日 | 9:30  | 女子排位赛               |
| 7月25日 | 14:15 | 男子排位赛               |
| 7月28日 | 9:30  | 女子团体                 |
| 7月28日 | 14:15 | 女子团体、半决赛、奖牌赛 |
| 7月29日 | 9:30  | 男子团体                 |
| 7月29日 | 14:15 | 男子团体、半决赛、奖牌赛 |
| 7月30日 | 12:00 | 男子个人、               |
| 7月30日 | 12:00 | 女子个人、               |
| 7月31日 | 12:00 | 男子个人、               |
| 7月31日 | 12:00 | 女子个人、               |
| 8月1日  | 9:30  | 男子个人、               |
| 8月1日  | 9:30  | 女子个人、               |
| 8月2日  | 9:30  | 混合团体                 |
| 8月2日  | 14:15 | 混合团体、半决赛、奖牌赛 |
| 8月3日  | 9:30  | 女子个人                 |
| 8月3日  | 13:00 | 女子个人、半决赛、奖牌赛 |
| 8月4日  | 9:30  | 男子个人                 |
| 8月4日  | 13:00 | 男子个人、半决赛、奖牌赛 |

## 奖牌榜
*   主办国家/地区（法国）
| 排名                | 代表团              | 金牌 | 銀牌 | 銅牌 | 总计 |
| ------------------- | ------------------- | ---- | ---- | ---- | ---- |
| 1                   | 韩国（KOR）         | 5    | 1    | 1    | 7    |
| 2                   | 法国（FRA）*        | 0    | 1    | 1    | 2    |
| 2                   | 美国（USA）         | 0    | 1    | 1    | 2    |
| 4                   | 中国（CHN）         | 0    | 1    | 0    | 1    |
| 4                   | 德国（GER）         | 0    | 1    | 0    | 1    |
| 6                   | 墨西哥（MEX）       | 0    | 0    | 1    | 1    |
| 6                   | 土耳其（TUR）       | 0    | 0    | 1    | 1    |
| 总计（共7个代表团） | 总计（共7个代表团） | 5    | 5    | 5    | 15   |

## 奖牌得主
| 項目              | 金牌                                   | 银牌                                                     | 铜牌                                                                     |
| 男子個人 （詳細） | 金優鎮 · 韩国（KOR）                   | 布雷迪·埃利森 · 美国（USA）                              | 李雨錫 · 韩国（KOR）                                                     |
| 男子團體 （詳細） | 韩国（KOR） · 金濟德 · 金優鎮 · 李雨锡 | 法国（FRA） · 巴蒂斯特·阿迪 · 托马·希罗 · 让-夏尔·瓦拉东 | 土耳其（TUR） · 梅特·加佐茲 · 乌拉什·蒂梅尔 · 穆罕默德·耶尔德尔默什      |
| 女子個人 （詳細） | 林是见 · 韩国（KOR）                   | 南秀贤 · 韩国（KOR）                                     | 莉萨·巴伯兰 · 法国（FRA）                                                |
| 女子團體 （詳細） | 韩国（KOR） · 全勋英 · 林是见 · 南秀贤 | 中国（CHN） · 安琦轩 · 李佳蔓 · 杨晓蕾                   | 墨西哥（MEX） · 安赫拉·鲁伊斯 · 亚历杭德拉·瓦伦西亚 · 安娜·葆拉·巴斯克斯 |
| 混合團體 （詳細） | 韩国（KOR） · 金優鎮 · 林是见          | 德国（GER） · 弗洛里安·翁鲁 · 米歇爾·克羅彭              | 美国（USA） · 布雷迪·埃利森 · 凯茜·考夫霍尔德                            |

## 纪录
以下是比赛期间刷新的世界纪录和奥运纪录：
| 项目     | 阶段 | 运动员                 | 代表团 | 成绩   | 日期          | 纪录               |
| -------- | ---- | ---------------------- | ------ | ------ | ------------- | ------------------ |
| 女子个人 | 预赛 | 林是见                 | 韩国   | 694环  | 2024年7月25日 | 世界纪录、奥运纪录 |
| 女子团体 | 预赛 | 林是见、南秀贤、全勋英 | 韩国   | 2046环 | 2024年7月25日 | 奥运纪录           |
| 混合團體 | 预赛 | 金優鎮、林是見         | 韩国   | 1380环 | 2024年7月25日 | 奥运纪录           |